# Balaciu (okręg Jałomica)
Balaciu – wieś w Rumunii, w okręgu Jałomica, w gminie Balaciu. W 2011 roku liczyła 1069 mieszkańców.